# Myrmecium obscurum
Myrmecium obscurum là một loài nhện trong họ Corinnidae.
Loài này thuộc chi Myrmecium. Myrmecium obscurum được Eugen von Keyserling miêu tả năm 1891.